# Consell departamental del Gard
El Consell departamental del Gard és l'assemblea deliberant executiva del departament francès del Gard, a la regió d'Occitània.
La seu es troba a Nimes.

## Composició política

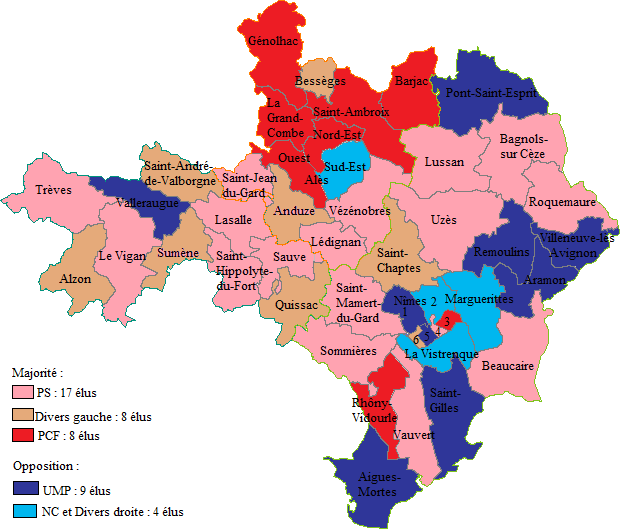
Filiació política dels consellers generals del Gard després de les eleccions cantonals de 2008

| Partit                    | Sigla | Electes |
| ------------------------- | ----- | ------- |
| Majoria                   |       |         |
| Gauche Alternative        | GA    | 2       |
| Partit Comunista          | PC    | 8       |
| Partit Socialista         | PS    | 18      |
| Divers Gauche             | DVG   | 3       |
| Oposició                  |       |         |
| Divers Droite             | DVD   | 2       |
| Nou Centre                | NC    | 2       |
| Unió pel Moviment Popular | UMP   | 9       |
| Sense grup                |       |         |
| Sense etiqueta            | SE    | 2       |